# Jorge Burel
Jorge Burel (Montevideo, 27 de junio de 1956) es un periodista, profesor, publicista, escritor y locutor uruguayo. 

## Biografía
Burel es docente de Comunicaciones Radiofónicas de la Facultad de Comunicación y Diseño de la Universidad ORT Uruguay.
Burel es autor de los libros Los piratas del alma, El hijo del capitán Nemo, La última historia de Homero Escribano y La noche fatal de Alberto Spark. Burel fue galardonado con el Premio Legión del Libro otorgado por la Cámara Uruguaya del Libro. Es divorciado y padre de dos hijos.

## Libros
- 1994, Los piratas del alma
- 2013, El hijo del capitán Nemo
- 2016, La última historia de Homero Escribano
- 2018, La noche fatal de Alberto Spark